# بیست و یک تقاضا
بیست و یک تقاضا (ژاپنی: 対華۲۱ヶ条要求) مجموعه‌ای از مطالبات مطرح شده در طول جنگ جهانی اول توسط امپراتوری ژاپن تحت نخست‌وزیر ژاپن اوکوما شیگه‌نوبو به دولت بئی یانگ جمهوری چین (۱۹۴۹–۱۹۱۲) در ۱۸ ژانویه ۱۹۱۵ بود.